# Trdnjava Königstein
Trdnjava Königstein (nemško Festung Königstein), 'saška Bastilja', je trdnjava na vrhu hriba blizu Dresdna v Saški Švici v Nemčiji, nad mestom Königstein na levem bregu reke Labe. Je ena največjih utrdb na hribu v Evropi in leži na istoimenskem mizastem hribu.
9,5 hektarjev velika skalnata planota se dviga 240 metrov nad Labo in vsebuje več kot 50 stavb, nekatere stare več kot 400 let, ki pričajo o vojaškem in civilnem življenju v trdnjavi. Obzidje trdnjave je dolgo 1800 metrov z zidovi, visokimi do 42 metrov in strmimi stenami iz peščenjaka. V središču je 152,5 metrov globok vodnjak, ki je najgloblji na Saškem in drugi najgloblji vodnjak v Evropi.
Trdnjava, ki je bila stoletja uporabljena kot državni zapor, je še vedno nedotaknjena in je zdaj ena najpomembnejših turističnih znamenitosti Saške s 700.000 obiskovalci na leto.

## Gradnja in širitev trdnjave
Daleč najstarejši pisni zapis o gradu na Königsteinu najdemo v listini češkega kralja Venčeslava I. iz leta 1233, v kateri ga je priča imenovala kot »gradgrof Gebhard iz Steina«. Takrat je bila regija razdeljena med Kraljevino Češko in škofijo Meissen. Srednjeveški grad je pripadal Češkemu kraljestvu. Njegov prvi popoln opis kot Königstein ('Kraljeva skala') se je pojavil v Listini o meji na Zgornjo Lužico (Oberlausitzer Grenzurkunde) iz leta 1241, ki jo je Venčeslav I. in lapide regis (lat.: pri kraljevi skali) zapečatil. V tej listini je bila določena razmejitev med slovanskim gauenom (pokrajina) Milska (Zgornja Lužica), Nisani (Meißenska kotlina) in Dacena (regija Tetschen). Ker je Königstein ležal levo od Labe, je bil neodvisen od treh prej omenjenih gauen.
Takrat je pripadal Češkemu kraljestvu in se je po ukazu čeških kraljev razširil, ko se je Laba vse intenzivneje uporabljala kot trgovska pot, v utrjeno mesto, ki je dominiralo na severu njihovih ozemelj in nadzorovalo Labo nad Pirno, in postojanka strateško pomembnega gradu Dohna, ki je stal v bližnjem Müglitzu.
Kralj in kasneje cesar Karel IV. Luksemburški je, potem ko so leta 1348 grad Eulau, ki je obvladoval južno regijo uničili meščani iz Aussiga, preživel od 5. do 19. avgusta 1359 na Königsteinu in podpisal pooblastilo za ladijske pravice. Grad je bil v naslednjih 50 letih večkrat zastavljen, tudi Doninom. Ker je bila ta družina sovražnik grofov Meißenskih, so slednji končno zavzeli grad leta 1408 med sporom z Dohna, ki je divjal od leta 1385. Šele 25. aprila 1459 je bil prenos gradu na mejno grofijo Meißen dokončno končan. Saško-češka meja je bila urejena v Egerski pogodbi. Za razliko od drugih gradov na skali v Saški Švici so Königstein še naprej uporabljali saški vojvode in volilni knezi v vojaške namene. V nekem obdobju je bil Königstein tudi samostan. Leta 1516 je Jurij, saški vojvoda, oster nasprotnik reformacije, ustanovil Celestinsko opatijo na Königsteinu, Kloster des Lobes der Wunder Mariae. Zaprli so jo leta 1524 – po smrti vojvode Jurija, ko je Saška postala evangeličanska.
Verjetno je že v 12. stoletju je na Königsteinu stal kamnit grad. Najstarejša danes ohranjena stavba je grajska kapela, zgrajena na prelomu 13. stoletja. V letih 1563 do 1569 so v skalo znotraj gradu izvrtali 152,5 metrov globok vodnjak - do takrat je morala garnizija Königsteina pridobivati vodo iz cistern in z zbiranjem deževnice. Med gradnjo vodnjaka je bilo treba vsak dan iz jaška odstraniti približno 8 kubičnih metrov vode.
Med letoma 1589 in 1591/97 sta volilni knez Kristijan I. Saški in njegov naslednik dala grad razviti v najmočnejšo utrdbo na Saškem. Dotlej zelo nazobčan mizasti hrib je bil zdaj obdan z visokimi zidovi. Zgrajene so bile stavbe, vključno z vratarnico (Torhaus), Streichwehr, staro vojašnico (Alte Kaserne), Friedrichsburg in staro orožarno (Altes Zeughaus). Drugo gradbeno obdobje je sledilo od leta 1619 do 1681, v katerem je bil med drugim zgrajen bastijon Johann-Georgenbastion pred Johann-Georgenburgom. Tretje gradbeno obdobje je čas od leta 1694 do 1756, ki vključuje širitev Stare vojašnice. Od leta 1722 do 1725 so po ukazu Avgusta Močnega sodarji pod vodstvom Böttgerja v kleti Magdalenenburg zgradili ogromen sod za vino (Königsteiner Riesenfass), največji sod za vino na svetu, ki je imel prostornino 249.838 litrov. Stal je 8230 talarjev, 18 grošev in 9 pfenigov. Zadnji del, ki je bil nekoč popolnoma napolnjen s podeželskim vinom iz meißenskih vinogradov, so morali leta 1818 zaradi slabega stanja odstraniti. Trdnjava Königstein je tudi mesto, kjer se je začel evropski porcelan.
Tudi po širitvi v teh obdobjih so se na obsežnem platoju nadaljevale spremembe in dodatki. Dvorana sv. Janeza (Johannissaal), zgrajena leta 1631, je bila leta 1816 spremenjena v novo orožarno (Neues Zeughaus). Leta 1819 so grad Magdalenenburg spremenili v skladišče živil, ki je bilo utrjeno, da je vzdržalo bombardiranje. Staro skladišče je postalo vojašnica. Zakladnico (Schatzhaus) so gradili od leta 1854 do 1855. Potem ko je bila trdnjava leta 1871 vključena v sistem utrdb novega Nemškega cesarstva, so od leta 1870 do 1895 zgradili baterijsko obzidje (Batteriewälle) z osmimi strelnimi točkami, ki naj bi imele zagotavljal vsestransko obrambo trdnjave v primeru napada, ki pa v tem primeru nikoli prišel. V tem času so bila zadnja večja gradbena dela na trdnjavi.
Ker je trdnjava Königstein veljala za neosvojljivo, so se vanjo v kriznih časih umaknili saški monarhi iz Wittenberga in kasneje Dresdna ter sem deponirali tudi državni zaklad in številne umetnine slavnega Zwingerja; zaradi svoje lepe okolice je bil uporabljen tudi kot podeželsko zatočišče.

## Vojaški pomen
Trdnjava je igrala pomembno vlogo v zgodovini Saške, čeprav manj zaradi vojaških akcij. Saški vojvode involilni knezi so trdnjavo uporabljali predvsem kot varno zatočišče v času vojne, kot lovsko kočo in maison de plaisance, pa tudi kot grozljiv državni zapor. Njen dejanski vojaški pomen je bil precej obroben, čeprav so ji poveljevali generali, kot je Johann Eberhard von Droste (1662–1726). Na primer, volilni knez Friderik Avgust II. je lahko med sedemletno vojno le nemočno opazoval s Königsteina, ko se je njegova vojska takoj na začetku vojne leta 1756 brez boja vdala pruski vojski ob vznožju Liliensteina na drugi strani Labe. Poveljnik trdnjave je bil od leta 1753 volilni saški generalpodpolkovnik Michael Lorenz von Pirch. Avgusta 1813 se je pred njegovimi vrati zgodil spopad pri Krietzschwitzu, spopad, ki se je izkazal za pomembnega predhodnika bitke pri Kulmu in bitke pri Leipzigu. Oktobra 1866 je bil Alexander von Rohrscheidt (1808–1881) imenovan za komandanta trdnjave. Vojaško vrednost je izgubila z razvojem dolgometnih topov v začetku 19. stoletja. Zadnji poveljnik trdnjave Königstein je bil podpolkovnik Heinicke, ki ji je poveljeval do leta 1913. Trdnjava je morala med vojno varovati saške državne rezerve in tajne arhive. V letih 1756 in 1813 so bili v Königsteinu shranjeni tudi dresdenski umetniški zakladi. Med drugo svetovno vojno so v te namene uporabljali tudi velike kazemate trdnjave.
Trdnjava ni bila nikoli osvojena, imela je preveč srhljiv sloves, potem ko jo je razširil volilni knez Kristijan I. Samo dimnikar Sebastian Abratzky je leta 1848 uspel preplezati navpične stene iz peščenjaka. Dimnikar Abratzky, po njem imenovana plezalna smer IV. stopnje (temelji na saškem sistemu), ki se morda še vedno pleza. Ker je plezanje čez steno prepovedano, se morajo plezalci, potem ko jo preplezajo, ponovno spustiti po sosednji steni.

## Uporaba kot zapor
Do leta 1922 je bila trdnjava najbolj znan državni zapor na Saškem. Med francosko-prusko vojno in obema svetovnima vojnama je bila trdnjava uporabljena tudi kot taborišče za vojne ujetnike. V prvi svetovni vojni je bil grad uporabljen kot taborišče za vojne ujetnike (Oflag) za francoske in ruske častnike. V drugi svetovni vojni je ponovno služil kot Oflag, imenovan Oflag IV-B, za britanske, francoske, poljske in druge zavezniške častnike.
Po drugi svetovni vojni je Rdeča armada uporabljala trdnjavo kot vojaško bolnišnico. Od leta 1949 do 1955 je služil kot tako imenovani Jugendwerkhof za prevzgojo delinkventne mladine in tistih, ki niso ustrezali podobi socialistične družbe.
Nekateri pomembnejši zaporniki, zaprti v Königsteinu, so navedeni spodaj (datumi zaprtja v oklepajih):
- kriptokalvinisti, vključno s Casparjem Peucerjem (1574–86) in Nikolausom Krellom (1591–1601), kanclerjem volilnega doma Saške
- Grof Wolf Dietrich von Beichlingen (1703–1709), veliki kancler in višji dvorni maršal volilnega okraja Saške
- Franz Conrad Romanus (1705–1746), župan Leipziga
- Johann Friedrich Böttger (1706–1707), s Tschirnhausom soodkritelj evropskega porcelana
- Johann Reinhold von Patkul (1706–1707), livonski državnik
- grof Karl Heinrich von Hoym (1734–1736), minister v kabinetu volilnega doma Saške; v svoji celici naredil samomor
- Mihail Bakunin (1849–1850), ruski anarhist in revolucionar
- August Bebel (1872–1874), nemški politik, predsednik SPD, utemeljitelj nemške socialne demokracije.
- Thomas Theodor Heine (1899), karikaturist in umetnik
- Frank Wedekind (1899–1900), pisatelj in dramatik
- Henri Giraud (1940–1942), francoski general; uspešno pobegnil z gradu[2]
- Bertrand Fagalde (1940-1945), francoski general; ujet takoj po bitki pri Dunkerqueu

Königstein ni bil nikoli zavzet, niti med drugo svetovno vojno.

## Vojaško-zgodovinski muzej na prostem
Že v 1920-ih, po razorožitvi zaradi versajske pogodbe, se je trdnjava začela uporabljati za turizem. Od leta 1927 dalje je bila na voljo počitniška nastanitev za pripadnike Reichswehra in njihove družine. Od leta 1930 dalje so bili v Novi orožarni razstavljeni prvi vojaško-zgodovinski eksponati in dokumenti. Nadaljnji razvoj v muzej je prekinila druga svetovna vojna, ko je trdnjava služila kot taborišče za vojne ujetnike in kasneje kot mladinsko delovno taborišče.
29. maja 1955 je ministrstvo za kulturo NDR prevzelo trdnjavo Königstein in jo razglasilo za muzej. V naslednjih desetletjih so bile kljub velikim organizacijskim težavam uporabne naslednje stavbe: Stara orožarna, Nova orožarna, Vodnjak, Zakladnica, Stara vojašnica, Georgenburg, Magdalenenburg, Friedrichsburg, sistemi za polnjenje streliva VII in VIII baterije ter vojne Vojašnica I in III. V 1960-ih je NDR preuredila smodnišnico iz let 1889/91, tako imenovano Saalkasematte, v bunker za civilno obrambo: vgradili so zasilni generator, prezračevanje, vodovod in plinotesna vrata. »Dvorana« je bila konstrukcijsko razdeljena na delovne prostore.
V letih 1967 do 1970 je bila ob vznožju dostopne poti zgrajena vlečnica za 42 oseb. Drugo dvigalo je bilo zgrajeno leta 2005 ob navpičnem zidu trdnjave, ki prepelje do 18 potnikov v dvigalu s panoramskim razgledom na višino približno 42 metrov. Dežela Saška je za projekt namenila 1,7 milijona evrov. Vlečnica je bila odprta na veliko noč 2006.
Med letoma 1991 in 2010 je Svobodna dežela Saška v obnovo in nadgradnjo trdnjave Königstein vložila skupno okoli 46 milijonov evrov. Muzej je 14. oktobra 2005 pozdravil svojega 25-milijontega obiskovalca, odkar so ga odprli na praznik Whitsun 1955.
Muzej od leta 2000 deluje kot GmbH, od leta 2003 pa je neprofitni. Od odprtja trdnjavo Königstein vsako leto obišče povprečno pol milijona obiskovalcev. V letu 2019 je bila tretjina teh iz Poljske in Češke. Trdnjava se obiskovalcem predstavlja kot vojaško-zgodovinski muzej na prostem s številnimi notranjimi, stalnimi in posebnimi razstavami. Med drugim je v obeh orožarnah z vojaškozgodovinskimi razstavami prisoten Muzej vojaške zgodovine Bundeswehra Dresden. Od 1. maja 2015 je v trdnjavi Königstein na ogled nova stalna razstava. Pod naslovom »In lapide regis – Na kraljevem kamnu« prvič pripoveduje o skoraj 800-letni zgodovini utrjene trdnjave od njenih začetkov v srednjem veku do danes. Razstava v vratarnici in jezu obsega 33 prostorov, med katerimi so nekateri dostopni prvič. Leta 2018 je bil prenovljen zahodni del stavbe, leta 2019 pa Magdalenenburg.
Število obiskovalcev se je nekoliko zmanjšalo s približno 1.000.000 leta 1999 na 446.000 leta 2010.
Muzej od leta 1990 upravlja kot satelit Muzeja vojaške zgodovine Bundeswehra v Dresdnu.
- glavni vhod skozi Meduzina vrata (2020)
- Razstavišče v Magdalenenburgu, zgodovinski ključ je bil predan muzeju iz mladinskega delovnega taborišča leta 1955
- razstavišče v Stari orožarni (2008)
- Komandantovo stanovanje v Komandantovi hiši (stanje 2019)
- razstavišče v Georgenburgu (2022)
- Razstava v Neues Zeughausu (2011)
- Hodnik po vzhodni strani (2019)
- topovi Georgenbatterie (2019)

## Trdnjava v umetnosti
Okrog leta 1756 je volilni knez Avgust III. naročil italijanskemu umetniku Bernardu Bellottu, naj naslika serijo petih velikih pogledov na trdnjavo v Königsteinu. Platna niso bila nikoli dostavljena volilnemu knezu zaradi sovražnosti sedemletne vojne in so bila na koncu izvožena v Veliko Britanijo. Danes so štiri slike Königsteina v javnih zbirkah v Britaniji: 
- Trdnjava Königstein s severa je v Narodni galeriji;
- Trdnjava Königstein z juga je v Knowsley Hall, Merseyside; in oba,
- Trdnjava Königstein: dvorišče z Brunnenhausom in Trdnjava Königstein: dvorišče z Magdalenenburgom, visita v umetniški galeriji Manchester.
- Peto platno, Trdnjava Königstein s severozahoda, je zdaj v Združenih državah, na ogled v Narodni galeriji umetnosti v Washingtonu D.C.[5][6]

V romanu Phineas Redux Anthonyja Trollopa se junak Phineas Finn med izletom v Königstein, »trdnjavo, zgrajeno na tej čudoviti skali«, od svoje prve ljubezni, ki je zavrnila njegovo ponudbo za poroko, nauči, da ga je v resnici vedno ljubila in ga še vedno ljubi.